# إستر سيتي
إستر سيتي (بالمجرية: Siti Eszter)‏ مواليد 12 نوفمبر 1977 في ناجيكانيزسا، المجر، هي لاعبة كرة يد مجرية. مثلت منتخب المجر لكرة اليد للسيدات. شاركت في دورة الألعاب الأولمبية الصيفية سنة 2004. حققت المركز الأول في بطولة أوروبا لكرة اليد للسيدات 2000.

## سجل المنافسة
شاركت في البطولات التالية:
- بطولة العالم لكرة اليد للسيدات 2001
- بطولة العالم لكرة اليد للسيدات 2003
- بطولة العالم لكرة اليد للسيدات 2005
- بطولة أوروبا لكرة اليد للسيدات 2000
- بطولة أوروبا لكرة اليد للسيدات 2002
- بطولة أوروبا لكرة اليد للسيدات 2004
- بطولة أوروبا لكرة اليد للسيدات 2006

## الميداليات
| الميدالية | المسابقة                            |
| --------- | ----------------------------------- |
| فضية      | بطولة العالم لكرة اليد للسيدات 2003 |
| برونزية   | بطولة العالم لكرة اليد للسيدات 2005 |
| ذهبية     | بطولة أوروبا لكرة اليد للسيدات 2000 |
| برونزية   | بطولة أوروبا لكرة اليد للسيدات 2004 |

## روابط خارجية
- إستر سيتي على موقع أوليمبيديا (الإنجليزية)